# Нежные руки Деборы
«Нежные руки Деборы» (итал. Il dolce corpo di Deborah) — итальянский фильм-джалло режиссёра Ромоло Гуэррьери. Главные роли исполнили Кэррол Бейкер и Жан Сорель. Съёмки проходили в Женеве.
Совместное с Уорнер Бразерс и Seven Arts Pictures производство фильма в 1968 году сделало актрису Кэрролл Бейкер известной в Европе.

## Сюжет
Новобрачные Дебора (Кэрролл Бэйкер) и Марсель (Жан Сорель) вернулись в Женеву из медового месяца. Марсель узнаёт о самоубийстве бывшей невесты Сьюзан и, преследуемый виной за случившееся, решает посетить дом её родителей. Однако дом пуст. Бродя по комнатам, Марсель замечает странности: в пепельнице появляются свежие окурки, раздаётся тихий наигрыш пианино, а по телефону, не подключённому к розетке, поступает тревожный звонок…

## В ролях
- Кэррол Бейкер — Дебора
- Жан Сорель — Марсель
- Джордж Хилтон — Роберт (вуайерист)
- Ида Галли — Сьюзан Буало
- Луиджи Пистилли — Филипп
- Мишель Бардине — инспектор
- Мирелла Пампили — телефонистка
- Валентино Макки — Гарагиста
- Доменико Равенна — врач
- Джузеппе Равенна — метрдотель
- Ренато Монтальбано — человек на телефоне

## Рецензии
Фильм стал хитом в итальянском прокате и послужил вдохновением для ряда подобных триллеров.
Нью-Йорк Таймс не высоко оценил фильм, а Saturday Review дал положительную оценку. Фильм считался откровенным для своего времени, демонстрирующим наготу Кэррол Бейкер и Иды Галли.